# Malé Dvorníky
Malé Dvorníky es un municipio del distrito de Dunajská Streda en la región de Trnava, Eslovaquia, con una población estimada a final del año 2024 de 1197 habitantes.
Se encuentra ubicado al sur de la región, cerca de los ríos Danubio y Váh, y de la frontera con Hungría y la región de Bratislava.

## Demografía
| Año        | 1994 | 2004     | 2014     | 2024     |
| ---------- | ---- | -------- | -------- | -------- |
| Población  | 813  | 942      | 1087     | 1197     |
| Diferencia |      | +15,86 % | +15,39 % | +10,11 % |

| Año        | 2023 | 2024    |
| ---------- | ---- | ------- |
| Población  | 1187 | 1197    |
| Diferencia |      | +0,84 % |